# Kanton Lessay
Kanton Lessay (francouzsky Canton de Lessay) byl francouzský kanton v departementu Manche v regionu Dolní Normandie. Tvořilo ho 13 obcí. Zrušen byl po reformě kantonů 2014.
- Angoville-sur-Ay
- Anneville-sur-Mer
- Bretteville-sur-Ay
- Créances
- La Feuillie
- Geffosses
- Laulne
- Lessay
- Millières
- Pirou
- Saint-Germain-sur-Ay
- Saint-Patrice-de-Claids
- Vesly (část)